# 546
Het jaar 546 is het 46e jaar in de 6e eeuw volgens de christelijke jaartelling.

## Gebeurtenissen

### Europa
- 18 december - De Ostrogoten onder leiding van koning Totila nemen na een beleg van één jaar Rome in. De bevolking verlaat op zo'n 500 gijzelaars na, de verwoeste stad.
- Winter - Het Gotische leger verovert diverse steden in centraal en Zuid-Italië, waaronder Perugia.

### Azië
- Vroegere Ly-dynastie: Ly By, heerser van Vietnam, wordt door de Liang-dynasty (China) afgezet.

### Meso-Amerika
- De Maya-stad Calakmul brengt Naranjo onder haar invloedssfeer, maar komt in conflict met Tikal.

## Overleden
- Laurentius, bisschop van Siponto (waarschijnlijke datum)